# Michel Bouillot
Michel Bouillot , nacido en Chalon-sur-Saône el 24 de marzo de 1929 y fallecido en Cluny el 29 de enero de 2007, fue un artista, escultor e historiador francés. Fue un erudito especialista de la Borgoña del Sur, en particular su patrimonio local y sus iglesias románicas.